# فرودگاه تاکسان
فرودگاه تاکسان  (به انگلیسی: Toksan Airport) یک فرودگاه نظامی است . این فرودگاه در کشور کره شمالی قرار دارد و در ارتفاع ۶۴ متری از سطح دریا واقع شده است.